# مقاطعة روبرتز (تكساس)
مقاطعة روبرتس هي مقاطعة تقع في ولاية تكساس الأمريكية. اعتبارا من تعداد عام 2020، كان عدد سكانها 827 نسمة،مما يجعلها ثامن أقل مقاطعة من حيث عدد السكان في تكساس. مقر المقاطعة هو ميامي، وهو أيضا المجتمع الوحيد المدمج في المقاطعة.تم إنشاء المقاطعة في عام 1876 وتم تنظيمها في عام 1889.سميت على اسم وهران ميلو روبرتس، حاكم تكساس.تعتبر مقاطعة روبرتس مقاطعة صغير جدًا وتقع شمال تكساس 